# O Corgo
O Corgo és un municipi de la província de Lugo a Galícia. Pertany a la Comarca de Lugo.
| 6.813 | 7.775 | 8.544 | 5.057 | 4.264 |
| Fonts: INE i IGE (Els criteris de registre censal variaren i les dades de l'INE i de l'IGE poden no coincidir.) |       |       |       |       |

## Parròquies
| - Abragán (San Bartolomeu) - Adai (Santiago) - O Alto (Santalla) - Anseán (Santa Catarina) - Arxemil (San Pedro) - Bergazo (San Fiz) - Cabreiros (Santa Mariña) - Campelo (San Xulián) - Camposo (Santiago) - Castrillón (San Salvador) - Cela (San Xoán) - Cerceda (San Pedro) - Chamoso (San Cristovo) - O Corgo (San Xoán) - Escoureda (Santa María) - Farnadeiros (San Pedro) - Folgosa (San Martiño) - Fonteita (Santiago) - Franqueán (Santa María) | - Gomeán (Santiago) - Lapío (San Miguel) - Laxosa (Santiago) - Maceda (San Pedro) - Marei (Santa María) - Paradela (San Fiz) - Pedrafita (San Miguel) - Piñeiro (Santa María) - Queizán (Santa María) - Quinte (Santalla) - Sabarei (Santa María Madanela) - San Bartolomeu de Chamoso (San Bartolomeu) - San Cosme de Manán (San Cosme) - Santa María de Manán (Santa María Madanela) - Santo André de Chamoso (Santo André) - Santo Estevo de Farnadeiros (Santo Estevo) - Santo Estevo de Folgosa (Santo Estevo) - Segovia (San Xoán) - Vilachá (San Xiao) |

## Personatges de Corgo
- Xosé Castro Veiga, O Piloto, últim maquis gallec (1915-1965)